# Maritta
Maritta ist eine Variante des Vornamens Maria.
Bekannte Namensträgerinnen:
- Maritta Becker (* 1981), deutsche Eishockeyspielerin
- Maritta Böttcher (* 1954),  ehemaliges Mitglied des Deutschen Bundestages (PDS)
- Maritta Fliege (* 1957), deutsche Schauspielerin, Hörspielsprecherin und Synchronsprecherin.
- Maritta Hübner, deutsche Hörspielregisseurin und Sprecherin